# Grabouw
Grabouw ist eine Stadt in der Lokalgemeinde Theewaterskloof, im Distrikt Overberg der südafrikanischen Provinz Westkap.
Der Ort befindet sich in einer Höhe von 264 Meter über dem Meeresspiegel am Palmiet River. 2011 hatte Grabouw 30.337 Einwohner.

## Geschichte
Die Anfänge der Stadt gehen auf eine Poststation zurück, die hier an einer Furt am Palmiet River am 1. Januar 1846 errichtet wurde. 1856 kaufte der deutschstämmige Händler und Maler Wilhelm Langschmidt eine Farm, die nahe der Furt lag, und gründete dort die heutige Stadt. Grabouw erhielt den Stadtstatus jedoch erst 1956.
Grabouw ist benannt nach Grabow, dem deutschen Geburtsort des Stadtgründers. Er hatte 23 Kinder.

## Wirtschaft und Verkehr
Die Stadt liegt im Elgin-Tal. Hier werden rund 60 Prozent der südafrikanischen Apfelexporte erzeugt. Das Tal ist ebenfalls bekannt für den großflächigen Anbau von Chrysanthemen, Rosen und Proteen. Hier wurde 1966 von Edmond Lombardi auf der Applethwaite-Farm das Erfrischungsgetränk Appletiser erfunden, das aus reinem Apfelsaft besteht, der mit Kohlensäure versetzt wird.
Die Stadt liegt an der Nationalstraße N2 und Straße R321. Eine Eisenbahnstrecke verbindet Grabouw mit Kapstadt (Somerset West) im Westen und Bredasdorp im Osten.

## Sehenswürdigkeiten
In Grabouw startet der Wanderweg Hottentots Holland Hiking Trail, der bei Franschhoek endet. In der Nähe liegt das Kogelberg Biosphere Reserve, ein Schutzgebiet für die artenreiche Fynbosvegetation mit mehr als 1600 Pflanzenarten, 150 davon endemisch.